# Bouygues Telecom
Bouygues Télécom är en fransk mobiloperatör inom Bouygues-koncernen, där bland annat även TV-kanalerna TF1 och Eurosport ingår.